# Iijima Eiji
Iijima Eiji (飯島栄治 (Phạn Đảo Vinh Trị)) sinh ngày 16 tháng 9 năm 1979 tại quận Kōtō, Tokyo là một kỳ thủ shogi chuyên nghiệp người Nhật Bản đạt cấp độ Bát đẳng với số hiệu kỳ thủ 236 và là môn hạ của Sakurai Noboru Cửu đẳng. Ông được biết đến với chiến pháp lùi tượng kiểu Iijima.

## Sự nghiệp
Năm 1991, khi đang học lớp 5 tiểu học tại trường Tiểu học Heikyū quận Kōtō, Iijima giành ngôi á quân Tiểu học Danh Nhân Chiến lần thứ 16. Đối thủ của ông trong ván chung kết - một ván Yagura - là một kỳ thủ nghiệp dư về sau sẽ trở nên mạnh ngang các kỳ thủ chuyên nghiệp tại các giải đấu lớn - Shimizugami Tōru. Ông gia nhập Trường đào tạo kỳ thủ cùng năm khi vượt qua bài kiểm tra nhập học. 6 năm rưỡi sau khi gia nhập Trường đào tạo, Iijima thăng lên Tam đẳng và giành hạng 2 Tam đẳng League lần thứ 26 mùa giải 1999, qua đó lên chuyên ở tuổi 20 (kỳ thủ về nhất kỳ đó chính là Watanabe Akira khi đó mới 15 tuổi).
Tại kỳ Long Vương Chiến thứ 3 của mình (kỳ 16 mùa giải 2003), ông giành hạng nhì tổ 6. Dù để thua ván chung kết trước Takano Hideyuki và không thể tham gia vòng Chung kết, Iijima vẫn được thăng lên tổ 5. Tại hạng C2 Thuận Vị Chiến kỳ 62 mùa giải 2003, Iijima nằm trong nhóm 4 kỳ thủ tranh suất thăng hạng cho đến ván cuối cùng. Dù kết thúc với thành tích 8 thắng - 2 thua, 3 kỳ thủ còn lại đều về đích với thành tích nhỉnh hơn, khiến ông bỏ lỡ suất lên hạng C1. Tuy vậy, tại Thuận Vị Chiến kỳ 63 mùa giải 2004, cùng với Kondō Masakazu, Iijima khởi đầu với 8 ván toàn thắng và xếp hạng nhất chung cuộc với thành tích 9 thắng - 1 thua, qua đó thành công thăng lên hạng C1.
Mùa giải 2006, Iijima thành công vượt qua vòng Sơ loại Kỳ Vương Chiến kỳ 32 và đả bại Watanabe Akira Long Vương, qua đó lọt vào vòng 3 của vòng Xác định Khiêu chiến giả, nơi ông thất bại trước Fukaura Kōichi.
Tuy Iijima liên tục bị đẩy vào vòng Trụ tổ tại tổ 5 các kỳ Long Vương Chiến 18 và 19 (các mùa 2005-06) và thoát trụ hạng trong gang tấc, ông thành công giành hạng nhì tổ 5 tại Long Vương Chiến kỳ 20 và thăng lên tổ 4. Tại kỳ 21, ông tiếp tục giành hạng 3 tổ 4 và thăng tổ 2 lần liên tục lên tổ 3, qua đó giúp ông đạt đẳng cấp Lục đẳng. Tại Ngân Hà Chiến kỳ 15 (mùa 2007), với chuỗi thắng 4 trước các hảo thủ như Suzuki Daisuke và Namekata Hisashi tại vòng loại, Iijima thành công giành quyền tham gia vòng Chung kết, nơi ông tiếp tục đả bại Fujii Takeshi và Habu Yoshiharu để lọt vào bán kết, nơi ông dừng chân trước Watanabe Akira.
Tại Cúp NHK lần thứ 58 mùa 2008, Iijima tham gia vòng Chung kết và thành công đả bại Miura Hiroyuki (và sau đó để thua Habu tại vòng 3). Tuy thành tích tại hạng C1 Thuận Vị Chiến của ông giữ nguyên ở mức 7 thắng - 3 thua trong 4 kỳ liên tục kể từ khi ông thăng lên đây, tại kỳ 68 (mùa 2009), Iijima chỉ chịu duy nhất 1 trận thua ra quân trước Hirose Akihito và toàn thắng 9 ván còn lại để thăng lên hạng B2 với ngôi á quân. Tại Long Vương Chiến kỳ 22 của mùa giải đó, ông bị loại khỏi tổ 3 sau khi để thua bán kết xếp hạng cũng như bị loại tại chung kết tranh hạng 3. Tuy nhiên, do Nakahara Makoto Thập lục thế Danh Nhân giải nghệ khi còn đang ở tổ 1 dẫn đến việc tổ 2 thiếu người, Iijima giành được cơ hội thứ 3 để thăng tổ khi chiến thắng ván tranh hạng 5 trước Nozuki Hirotaka, qua đó thăng lên tổ 2 thành công. Iijima tiếp tục đả bại Sơ đại Long Vương Shima Akira tại ván tranh hạng 3 tổ 2 ngày 22 tháng 10 năm 2010, qua đó thăng lên tổ 1 lần đầu tiên, đồng thời thăng lên Thất đẳng. Ông cũng trở thành kỳ thủ thứ 3 thăng lên tổ 1 mà không tham gia vòng Chung kết dù chỉ 1 lần, sau Nakagawa Daisuke và Hashimoto Takanori.
Mùa giải 2012, tại Long Vương Chiến kỳ 25, sau khi bị Fukaura Kōichi loại khỏi vòng Xếp hạng tại bán kết, Iijima đánh bại Hashimoto Takanori tại ván tranh hạng 3 để giành quyền tham gia vòng Chung kết lần đầu tiên trong sự nghiệp. Ông thành công vượt qua kỳ thủ nhất tổ 2 Satō Amahiko và lọt vào bán kết, nơi ông để thua trước Yamasaki Takayuki. Tại Vương Tướng Chiến kỳ 62, Iijima thành công lọt vào cửa ải khó trụ lại nhất giới chuyên nghiệp chỉ bao gồm 7 kỳ thủ (trong đó có 3 kỳ thủ từ các vòng sơ loại) - vòng Xác định Khiêu chiến giả. Tuy nhiên, ông bị loại với thành tích 6 ván toàn thua lần lượt trước các kỳ thủ Gōda Masataka, Watanabe Akira, Toyoshima Masayuki, Fukaura Kōichi, Habu Yoshiharu, và Kubo Toshiaki. 
Tính tới vòng 7 hạng B2 Thuận Vị Chiến kỳ 74 (mùa 2015), Iijima nằm trong nhóm bám đuổi suất tranh hạng với thành tích 6 thắng - 1 thua và xếp dưới Itodani Tetsurō cùng Nozuki Hirotaka - 2 kỳ thủ có thành tích bằng ông nhưng thuận vị nhỏ hơn. Tuy ông có đối đầu trực tiếp với Itodani tại vòng 8, ông đã để thua ván thứ 2 và rơi xuống hạng 4. Tuy nhiên, Iijima chiến thắng 2 ván còn lại của mình, trong khi cả 3 kỳ thủ xếp trên là Itodani hạng 1, Abe Takashi hạng 2, và Nozuki hạng 3 đều để thua 1 ván, giúp Iijima trở lại hạng 2 và giành suất lên hạng B1 lần đầu tiên. Mùa giải kế tiếp, ông bị giáng trở lại hạng B2 với thành tích 3 thắng - 9 thua. Khi trở lại hạng B2, Iijima nhận liên tục 2 điểm giáng hạng tại các kỳ Thuận Vị Chiến 77 và 78, khiến ông phải trở lại hạng C1.
Ngày 2 tháng 2 năm 2021, tại hạng C1 Thuận Vị Chiến kỳ 79, ông chiến thắng Takahashi Michio và được thăng lên Bát đẳng bằng cách đạt điều kiện thắng 190 ván chính thức sau khi lên Thất đẳng. Về việc ông đã thăng lên Thất đẳng từ năm 2010, Iijima nói rằng "Tôi đã tốn một thời gian dài. Thực sự dài. Phải đến 10 năm. Thực sự rất dài...". Tuy ông trở lại hạng B2 với thành tích 7 thắng - 3 thua tại hạng C1 kỳ 80, ông nhận liên tục 2 điểm giáng hạng và phải trở lại hạng C1 một lần nữa vào kỳ 82.
Mùa giải 2021, tại Vương Tọa Chiến kỳ 69, ông lọt vào top 4 sau khi vượt qua Kubo Toshiaki và Fukaura Kōichi. Tại Vương Vị Chiến kỳ 65 của mùa 2024, Iijima vượt qua những Gōda Masataka và Ikenaga Takashi tại vòng Sơ loại để lọt vào vòng Xác định Khiêu chiến giả lần đầu tiên trong sự nghiệp. Tuy ông đã chiến thắng Habu Yoshiharu trong vòng cuối cùng, với thành tích 1 thắng - 4 thua, Iijima bị loại.

## Lối đánh
Là một kỳ thủ Cư Phi Xa, các chiến pháp chủ yếu của Iijima trong các ván đôi Cư bao gồm đôi Yagura, Bắt Tốt ngang, đổi Tượng, và đối công cánh Xe. Ông đặc biệt ưa dùng lối đánh V-68 khi cầm Tiên trong các ván đối công cánh Xe. Khi gặp đối thủ chơi Chấn Phi Xa, ông sẽ sử dụng các chiến pháp chắc chắn như Anaguma hoặc chiến pháp lùi tượng ở dưới. Lối đánh tấn công của ông thường bao gồm việc thí đi các quân lớn để đi những nước đi tuyệt diệu.

### Lùi tượng kiểu Iijima
| 9  | 8  | 7  | 6  | 5  | 4  | 3  | 2  | 1  |    |
| 香 | 桂 |    | 金 | 王 | 金 | 角 | 桂 | 香 | 一 |
|    | 飛 |    | 銀 |    |    | 銀 |    |    | 二 |
| 歩 |    | 歩 | 歩 |    | 歩 | 歩 | 歩 | 歩 | 三 |
|    | 歩 |    |    | 歩 |    |    |    |    | 四 |
|    |    |    |    |    |    |    |    |    | 五 |
|    |    | 歩 | 歩 |    |    |    |    |    | 六 |
| 歩 | 歩 |    |    | 歩 | 歩 | 歩 | 歩 | 歩 | 七 |
|    | 角 | 銀 | 飛 |    | 玉 |    |    |    | 八 |
| 香 | 桂 |    | 金 |    | 金 | 銀 | 桂 | 香 | 九 |

Chiến pháp của Iijima phát minh ra để chống Tứ gian Phi Xa (đặc biệt là hệ thống Fujii) được gọi là "Lùi tượng kiểu Iijima". Hình bên phải là một thế cờ thực chiến nơi Iijima sử dụng chiến pháp này (từ thành tích Ngân Hà Chiến của ông kể trên). Thay vì đi T-34 như bình thường, Iijima chọn đẩy B-32 rồi kéo Tg-31 (hình bên phải) sau đó đẩy Tg-53, rồi đưa vua vào 22 để hoàn thành thành Mino. Chiến pháp này đã giúp Iijima đoạt giải Masuda Kōzō tại Đại Thưởng lần thứ 37.
Không lâu sau khi nhận thưởng, Iijima xuất hiện trên truyền hình và phát biểu: "Với cơ hội này, tôi mong muốn tìm kiếm một thứ shogi chiến thắng mới lạ và đậm chất tôi dành cho người hâm mộ", thể hiện mong muốn phát triển những chiến pháp mới hơn nữa trong tương lai.

## Lịch sử thăng cấp
| Ngày                        | Đẳng cấp          | Ghi chú                                                                                      |
| --------------------------- | ----------------- | -------------------------------------------------------------------------------------------- |
| 1991 (12 tuổi)              | Lục cấp (6-kyu)   | Gia nhập Trường đào tạo                                                                      |
| 1995 (16 tuổi)              | Sơ đẳng (1-dan)   |                                                                                              |
| Tháng 2 năm 1998 (18 tuổi)  | Tam đẳng (3-dan)  |                                                                                              |
| 1 tháng 4, 2000 (20 tuổi)   | Tứ đẳng (4-dan)   | Lên chuyên - xếp thứ 2 Tam đẳng League lần thứ 26                                            |
| 7 tháng 9, 2004 (24 tuổi)   | Ngũ đẳng (5-dan)  | Thắng 100 ván chính thức (tổng thành tích: 100 thắng - 64 thua)                              |
| 11 tháng 9, 2008 (28 tuổi)  | Lục đẳng (6-dan)  | Thăng tổ liên tục tại Long Vương Chiến (tổng thành tích: 205 thắng - 115 thua)               |
| 22 tháng 10, 2010 (31 tuổi) | Thất đẳng (7-dan) | Thăng lên tổ 1 Long Vương Chiến (tổng thành tích: 249 thắng - 139 thua)                      |
| 2 tháng 2, 2021 (41 tuổi)   | Bát đẳng (8-dan)  | Thắng 190 ván chính thức sau khi thăng lên Thất đẳng (tổng thành tích: 439 thắng - 304 thua) |

## Thành tích chính

### Đại Thưởng
| Lần | Năm  | Các hạng mục     |
| --- | ---- | ---------------- |
| 37  | 2009 | Giải Masuda Kōzō |

### Thăng/giáng hạng/tổ
| Đầu mùa giải | Thuận Vị chiến | Thuận Vị chiến | Thuận Vị chiến | Thuận Vị chiến | Thuận Vị chiến | Thuận Vị chiến | Thuận Vị chiến | Thuận Vị chiến | Long Vương chiến | Long Vương chiến | Long Vương chiến | Long Vương chiến | Long Vương chiến | Long Vương chiến | Long Vương chiến | Long Vương chiến |
| Đầu mùa giải | Kỳ             | Danh Nhân      | Hạng A         | Hạng B         | Hạng B         | Hạng C         | Hạng C         | Free Class     | Kỳ               | Long Vương       | Tổ 1             | Tổ 2             | Tổ 3             | Tổ 4             | Tổ 5             | Tổ 6             |
| Đầu mùa giải | Kỳ             | Danh Nhân      | Hạng A         | Tổ 1           | Tổ 2           | Tổ 1           | Tổ 2           | Free Class     | Kỳ               | Long Vương       | Tổ 1             | Tổ 2             | Tổ 3             | Tổ 4             | Tổ 5             | Tổ 6             |
| --- | -------------- | -------------- | -------------- | -------------- | -------------- | -------------- | -------------- | -------------- | ---------------- | ---------------- | ---------------- | ---------------- | ---------------- | ---------------- | ---------------- | ---------------- |
| 2000 | 59             |                |                |                |                |                | C244           |                | 14               |                  |                  |                  |                  |                  |                  | Tổ 6             |
| 2001 | 60             |                |                |                |                |                | C210           |                | 15               |                  |                  |                  |                  |                  |                  | Tổ 6             |
| 2002 | 61             |                |                |                |                |                | C231           |                | 16               |                  |                  |                  |                  |                  |                  | Tổ 6             |
| 2003 | 62             |                |                |                |                |                | C208           |                | 17               |                  |                  |                  |                  |                  | Tổ 5             |                  |
| 2004 | 63             |                |                |                |                |                | C205           |                | 18               |                  |                  |                  |                  |                  | Tổ 5             |                  |
| 2005 | 64             |                |                |                |                | C124           |                |                | 19               |                  |                  |                  |                  |                  | Tổ 5             |                  |
| 2006 | 65             |                |                |                |                | C106           |                |                | 20               |                  |                  |                  |                  |                  | Tổ 5             |                  |
| 2007 | 66             |                |                |                |                | C105           |                |                | 21               |                  |                  |                  |                  | Tổ 4             |                  |                  |
| 2008 | 67             |                |                |                |                | C102           |                |                | 22               |                  |                  |                  | Tổ 3             |                  |                  |                  |
| 2009 | 68             |                |                |                |                | C104           |                |                | 23               |                  |                  | Tổ 2             |                  |                  |                  |                  |
| 2010 | 69             |                |                |                | B222           |                |                |                | 24               |                  | Tổ 1             |                  |                  |                  |                  |                  |
| 2011 | 70             |                |                |                | B207           |                |                |                | 25               |                  | Tổ 1             |                  |                  |                  |                  |                  |
| 2012 | 71             |                |                |                | B205           |                |                |                | 26               |                  | Tổ 1             |                  |                  |                  |                  |                  |
| 2013 | 72             |                |                |                | B203           |                |                |                | 27               |                  |                  | Tổ 2             |                  |                  |                  |                  |
| 2014 | 73             |                |                |                | B206           |                |                |                | 28               |                  |                  | Tổ 2             |                  |                  |                  |                  |
| 2015 | 74             |                |                |                | B210           |                |                |                | 29               |                  |                  | Tổ 2             |                  |                  |                  |                  |
| 2016 | 75             |                |                | B113           |                |                |                |                | 30               |                  |                  | Tổ 2             |                  |                  |                  |                  |
| 2017 | 76             |                |                |                | B202           |                |                |                | 31               |                  |                  | Tổ 2             |                  |                  |                  |                  |
| 2018 | 77             |                |                |                | B208x          |                |                |                | 32               |                  |                  | Tổ 2             |                  |                  |                  |                  |
| 2019 | 78             |                |                |                | B225*x         |                |                |                | 33               |                  |                  |                  | Tổ 3             |                  |                  |                  |
| 2020 | 79             |                |                |                |                | C101           |                |                | 34               |                  |                  |                  | Tổ 3             |                  |                  |                  |
| 2021 | 80             |                |                |                |                | C103           |                |                | 35               |                  |                  |                  | Tổ 3             |                  |                  |                  |
| 2022 | 81             |                |                |                | B222x          |                |                |                | 36               |                  |                  |                  | Tổ 3             |                  |                  |                  |
| 2023 | 82             |                |                |                | B228*x         |                |                |                | 37               |                  |                  |                  |                  | Tổ 4             |                  |                  |
| 2024 | 83             |                |                |                |                | C104           |                |                | 38               |                  |                  |                  |                  | Tổ 4             |                  |                  |
| Chữ đóng khung tại Thuận Vị chiến và Long Vương chiến biểu thị Khiêu chiến giả. Số nhỏ tại Thuận Vị chiến là Thuận Vị. (xĐiểm giáng hạng có sẵn / *Điểm giáng hạng phải nhận / +Điểm giáng hạng được xóa) "F" tại Thuận Vị chiến biểu thị Free Class (FX: Kỳ thủ được xếp vào Free Class / FT: Kỳ thủ tự nguyện chuyển xuống Free Class) Chữ đậm tại Long Vương chiến biểu thị chiến thắng tổ, số tổ kèm (chữ nhỏ) biểu thị kỳ thủ không chuyên. |                |                |                |                |                |                |                |                |                  |                  |                  |                  |                  |                  |                  |                  |